# Giovanni Serodine

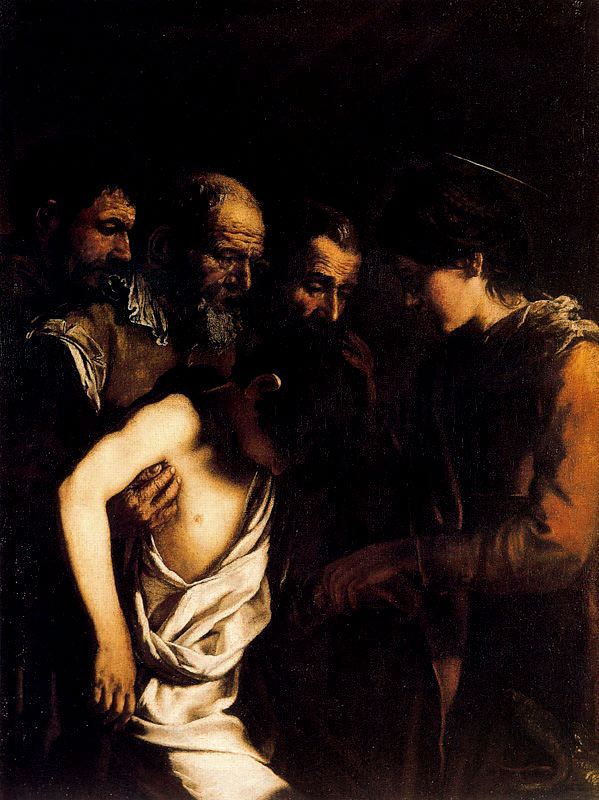
De heilige Margaretha wekt een jongen tot leven, Museo del Prado

Giovanni Serodine (1600 – 21 december 1630) was een Zwitsers-Italiaanse schilder uit de vroege barokperiode.
Serodine werd in een familie van stucwerkers in Ascona geboren, in het kanton Ticino (in het huidige Zwitserland). Hij vertrok naar Rome en ontwikkelde daar een geheel eigen vorm van de carravaggistische stijl. Zijn schilderijen lijken met hun penseelstreken en helderheid op die van enkele noordelijke Caravaggisti, zoals Lys, Strozzi en Fetti. Sommige schilderijen van Serodine vertonen echter een provinciale excentriciteit, zoals de kroning van de Maagd in Ascona. Baglione vond zijn kunst zeer levendig, maar merkte eveneens op dat Serodine in Rome weinig vrienden en beschermheren had.
In zijn kortstondige carrière maakte hij verschillende intens emotievolle tenebrist-schilderijen, zoals Jezus onder de Meesters (te bezichtigen in het Louvre), Jezus en de cijnspenning (National Gallery of Scotland), Sint Laurens die aalmoezen uitdeelt (geschilderd voor San Lorenzo fuori le Mura, heden in het klooster van Valvisciolo in Sermoneta), De onthoofding van Johannes de Doper (San Lorenzo fuori le Mura), Sint-Michiel (van origine San Pietro in Montorio) en Transfiguratie van Christus (verblijfplaats onbekend), Weg naar Emmaüs en zonen van Zebedeüs (Ascona), Portret van zijn vader (Lugano) en Portret van een filosoof (Rancate).